# واحد پول ژاپن

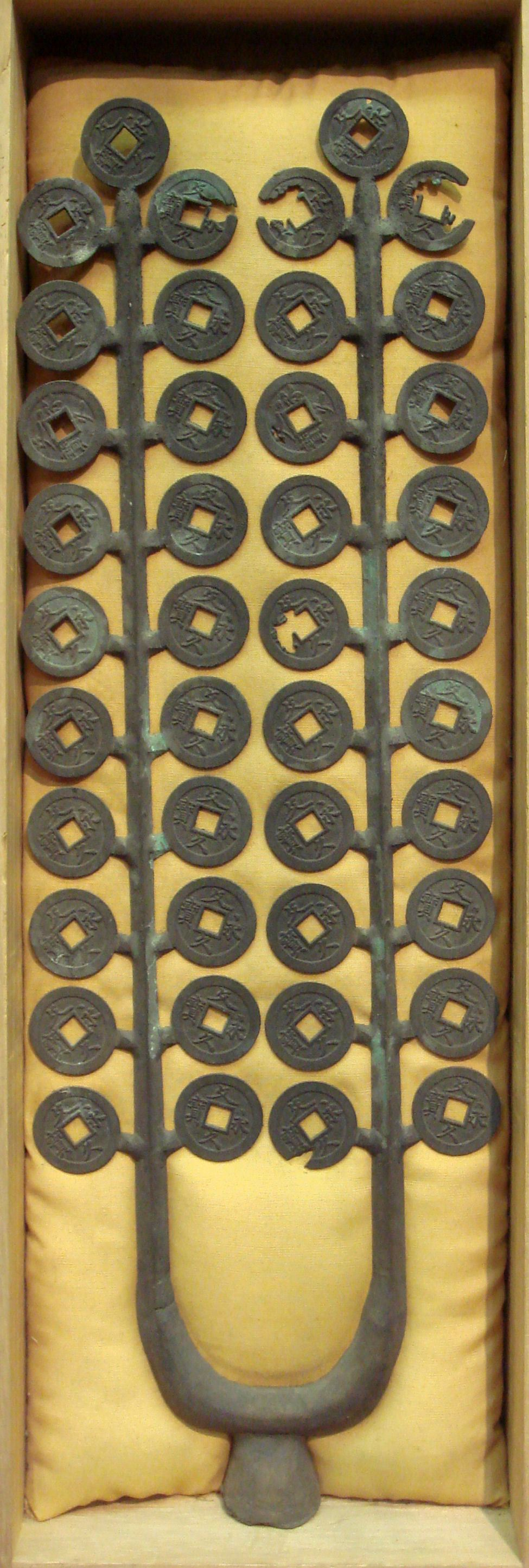

واحد پول ژاپن دارای سابقه ای است که از قرن ۸ میلادی تا به امروز را پوشش می‌دهد. پس از استفاده سنتی از برنج به عنوان وسیله ارزی، ژاپن قبل از ایجاد سیستم جداگانه برای خود، سیستم‌ها و طرح‌های ارزی را از چین پذیرفت.